# Wakana Sonobe
Pour les articles homonymes, voir Sonobe (homonymie).
Wakana Sonobe (園部 八奏, Sonobe Wakana), née le 17 janvier 2008 à Saitama, au Japon, est une joueuse japonaise de tennis.

## Biographie
Elle commence à jouer au tennis à l'âge de quatre ans et a brièvement fait du ballet lorsqu'elle était jeune. Elle a remporté le titre national japonais de tennis U14 en simple en 2021. Elle rejoint l'IMG Academy aux États-Unis en février 2022.

## Carrière junior
Fin 2024, elle parvient en finale de l'US Open où elle est battue par la Britannique Mika Stojsavljevic.
Début 2025, elle remporte l'Open d'Australie, face à l'Américaine Kristina Penickova.

## Carrière professionnelle
En février 2025, elle reçoit une wild card pour participer aux qualifications du tournoi WTA 500 d'Abou Dabi. Elle passe les 2 tours de qualifications et élimine au premier tour la Chinoise Yuan Yue,, 55e mondiale.

## Parcours en Grand Chelem junior

### Simples filles
| Année | Open d'Australie | Open d'Australie   | Internationaux de France | Internationaux de France | Wimbledon       | Wimbledon          | US Open         | US Open            |
| ----- | ---------------- | ------------------ | ------------------------ | ------------------------ | --------------- | ------------------ | --------------- | ------------------ |
| 2023  | 2e tour (1/16)   | Mirra Andreeva     | 1er tour (1/32)          | Rebecca Munk Mortensen   | 1er tour (1/32) | Mika Stojsavljevic | 1er tour (1/32) | Mika Stojsavljevic |
| 2024  | 1er tour (1/32)  | Maya Joint         | 1/8 de finale            | Tereza Valentová         | 1/8 de finale   | Iva Jovic          | Finale          | Mika Stojsavljevic |
| 2025  | Victoire         | Kristina Penickova | —                        | —                        | —               | —                  | —               | —                  |

N.B. : à droite du résultat se trouve le nom de l'ultime adversaire.

### Double filles
| Année | Open d'Australie                                                                            | Open d'Australie                                                                       | Internationaux de France                                                         | Internationaux de France                                                                  | Wimbledon | Wimbledon | US Open | US Open |
| ----- | ------------------------------------------------------------------------------------------- | -------------------------------------------------------------------------------------- | -------------------------------------------------------------------------------- | ----------------------------------------------------------------------------------------- | --------- | --------- | ------- | ------- |
| 2023  | 1/8 de finale E. Jones \|\| style="text-align:left;" \| E. McDonald L. Udvardy              | 1/8 de finale T. Kostic \|\| style="text-align:left;" \| A. Korneeva S. Saito          | 1/8 de finale T. Valentová \|\| style="text-align:left;" \| T. Evans A. Hamilton | 1/2 finale H. Kinoshita \|\| style="text-align:left;" \| M. Gae A. Gureva                 |           |           |         |         |
| 2024  | 1/8 de finale H. Kinoshita \|\| style="text-align:left;" \| A. Arystanbekova Y. Perapekhina | 1/4 de finale M. Stojsavljevic \|\| style="text-align:left;" \| A. Kovačková L. Samson | 1/4 de finale I. Ivanova \|\| style="text-align:left;" \| T.C. Grant I. Jovic    | 1er tour (1/16) A. Kovačková \|\| style="text-align:left;" \| M. El Allami E. Sartz-Lunde |           |           |         |         |
| 2025  | 1/4 de finale M. Stojsavljevic \|\| style="text-align:left;" \| A. Kovačková J. Kovačková   | —                                                                                      | —                                                                                | —                                                                                         | —         | —         | —       |         |

N.B. : le nom de la partenaire se trouve sous le résultat ; le nom des ultimes adversaires se trouve à droite.

## Classements WTA en fin de saison
| Année          | 2023 | 2024 |
| Rang en simple | 1088 | 860  |
| Rang en double | –    | 1072 |

Source : (en) Classements de Wakana Sonobe sur le site officiel de la Fédération internationale de tennis